# Tři velké tábory
Tři velké tábory bylo označení pro výcvikové základny armády říše Ming, zřízené císařem Jung-le a určené k výcviku pěchoty, jízdy a ovládání střelných zbraní. 
Po návratu z druhé mongolské expedice v srpnu 1414 se Jung-le rozhodl zlepšit kvalitu výcviku vojáků. V okolí Pekingu zřídil tři metropolitní výcvikové tábory (ťing-jing). Roku 1415 rozkázal všem plukům v severních provinciích a jižní metropolitní oblasti poslat část mužstva do táborů k výcviku. V čele každého tábora stál eunuch a dva generálové.
V Táboře pěti armád (五軍營, Wu-ťün jing, pěti kvůli pěti hlavním vojenským komisím, které administrativně spravovaly vojska říše) cvičili vojáci provinčních pluků, jejichž výcvik na místě měl mizivou hodnotu, jak kvalita vojáků vnitrozemských posádek upadala.
Tábor tří tisíc (三千營, San-čchien jing) byl nazván podle oddílu tři tisíc elitních mongolských jezdců, úderné síly Jung-leho vojsk v občanské válce. Specializoval se na výcvik jízdy, průzkum, hlídkování a komunikaci. 
V Dělostřeleckém táboru (神機營, Šen-ťi jing) se vojáci cvičili v ovládání střelných zbraní. Střelné zbraně používala čínská vojska po staletí, ale velkého významu nabyly ve vietnamské válce. Odborník na střelné zbraně Le Tru’ng (1374–1446), nejstarší syn vietnamského panovníka Le Qui-lyho, zajatý počátkem války, zavedl v Číně výrobu dokonalejších vietnamských mušket a výbušných zbraní. Experti v tomto táboře, včetně Vietnamců, vedli střelecký výcvik pod dozorem eunuchů. 
Existoval i čtvrtý tábor, Tábor čtyř pluků (S’-wej jing), v němž vojáci čtyř pluků specializovaných na trénink koní cvičili koně pro armádu. V táboře měli silné zastoupení zkušení mongolští jezdci.
Kvůli špatné spolupráci jednotek z různých táborů (vyzbrojených různými zbraněmi) roku 1451 zavedl ministr vojenství Jü Čchien reformu, při které tři velké tábory zrušil a nahradil je pěti (následující rok deseti) smíšenými výcvikovými tábory s jednotným velením. S nástupem císaře Jing-cunga a popravou Jü Čchiena roku 1457 byly tři velké tábory obnoveny. Roku 1464 však nový císař Čcheng-chua obnovil Jü Čchienovu reformu, přičemž vojska rozdělil do dvanácti divizí. Ani tato reforma nebyla trvalá, koncem 15. století byli tři tábory opět obnoveny.